# Tinodes negevianus
Tinodes negevianus là một loài Trichoptera trong họ Psychomyiidae. Chúng phân bố ở miền Cổ bắc.